# Podorungia serotina
Podorungia serotina är en akantusväxtart som först beskrevs av Raymond Benoist, och fick sitt nu gällande namn av Raymond Benoist. Podorungia serotina ingår i släktet Podorungia och familjen akantusväxter. Inga underarter finns listade i Catalogue of Life.